# Donário Lopes de Almeida
Donário Lopes de Almeida (10 de março de 1869 — Porto Alegre,22 de outubro de 1939 foi um político brasileiro.
Nasceu no interior do Rio Grande do Sul, em uma abastada família da aristocracia rural local. Com extensas propriedades na região onde hoje se localizam os municípios de Camaquã, Arambaré e Rio Pardo, ainda jovem passou a conciliar a atividade como agropecuarista com a vida pública.
Em 1908 foi nomeado intendente (hoje o equivalente a prefeito) do município de Camaquã, cargo que ocupou até 1915.
Em 26 de fevereiro de 1917 foi eleito deputado estadual, compondo a 32ª legislatura (1917-1920) da Assembleia Legislativa do Estado do Rio Grande do Sul que, à época, era denominada Assembleia de Representantes do Estado. Foi reeleito por duas vezes, para as 33ª (1921-1924) e 34ª (1925-1929) legislaturas do parlamento gaúcho, tendo, assim, desempenhado o cargo de deputado estadual por doze anos de mandato ininterrupto. Durante esse longo período como parlamentar, Donário foi companheiro de legislatura de figuras proeminentes da política tanto gaúcha quanto brasileira, do que são exemplo Getúlio Vargas, Oswaldo Aranha, João Neves da Fontoura, Lindolfo Collor, Alberto Bins, Maurício Cardoso, Flores da Cunha, Barreto Viana, Chaves Barcellos, Frederico Linck e José Montaury, relação essa que mais parece hoje o roteiro de um "city tour" pela capital gaúcha, já que os mesmos dão nome a muitas das principais vias de Porto Alegre.
Donário foi casado com Anna Porto Lopes de Almeida, com quem teve quatro filhos - Oldy, Rony, Miguel e Naio, esse último considerado seu "herdeiro político", e que, quase três décadas depois do pai, igualmente ocupou uma cadeira no parlamento gaúcho. 